# Феномени (Евклід)
Феномени (грец. Φαινόμενα) — праця з теоретичної та обчислювальної астрономії, написана математиком Евклідом близько 300 р. до н. е. Основною темою є розрахунок тривалості світлового дня в певну дату на заданій широті за допомогою сферичної геометрії, основою для чого є спостереження за сходом і заходом зір і небесних тіл.

## Зміст
Основну частину твору становлять 18 «пропозицій» про схід і захід зір та інших небесних тіл.
Основній частині передує короткий вступ. Це суміш описових визначень, астрономічних концепцій і вступних припущень, які, ймовірно, не походять від Евкліда, а є пізнішою схолією для допомоги читачам і студентам.

### Вступ
Наведені такі астрономічні визначення та твердження (деякі з доведеннями):
- Схід і захід нерухомих зір щоразу спостерігають в одній і тій самій точці.
- Тому вони обертаються по колових орбітах зі спостерігачем у центрі. Ці колові орбіти паралельні й мають своїм полюсом нерухому зорю в сузір'ї Великої Ведмедиці. Однак за часів Евкліда такої видимої зорі не існувало[4]
- Зорі між полюсом і полярним колом видно завжди; зорі на південь від них сходять і заходять, тобто їхні кола на небесній сфері частково перебувають над, а частково під Землею. Коло, на якому зорі мають однакову довжину шляху над і під Землею, зветься екватором. Інші кола — Чумацький Шлях і екліптика (зодіак), розташовані під гострим кутом до кіл нерухомих зір.
- Зі сказаного вище робиться висновок, що космос можна вважати сферичним.
- Іншими колами космічної сфери є горизонт, меридіан (який проходить через полюси і перпендикулярно до горизонту) і тропіки. Горизонт, меридіан, екліптика та екватор є великими колами (колами на сфері, центр яких збігається з центром сфери).

Текст не розвиває нового світогляду, але залишається в межах ідей, яких дотримувалися деякі стародавні вчені за часів Евкліда, наприклад, майже сучасний йому Автолік Пітанський і дещо раніший Евдокс Кнідський.

### Пропозиції
(Наступний текст наведено за парафразами Джона Леннарта Берггрена)
Особливо цікаві такі пропозиції:
- Пропозиція 1: Земля є центром космосу.
- Пропозиція 5: Із зір, які сходять і заходять, північніші зорі мають сходять раніше і заходять пізніше.
- Пропозиція 9: Знаки зодіаку мають різний час сходження: у Рака найдовший, у Козорога найкоротший.

Цей різний час сходу та заходу Сонця, а також різна тривалість денного світла, викликані нахилом земної осі до площини орбіти Землі навколо Сонця. Отже, ця пропозиція є теоремою для визначення тривалості світлового дня. Однак Евклід не звертається до цього зв'язку у збереженій частині тексту.
- Пропозиція 14: З двох рівних дуг екліптики довше залишається видимою та, що ближче до літнього тропіка Сонця.

Доведення чітко демонструє геометричний підхід Евкліда. Він розглядає екліптику як велике коло на сфері, яке під гострим кутом перетинає великі кола екватора й горизонту, а також тропіки. Він постулює теореми про довжину ліній між точками перетину, близькі до сферичної геометрії. Загалом, пояснення не досягають тогочасного рівня грецької математики, зокрема Евклідових «Начал»: «докази» часто є не чим іншим, як дещо модифікованим формулюванням припущення.
Вавилонська астрономія вже розраховувала тривалість світлового дня шляхом додавання часу сходження знаків зодіаку. Евклід дотримувався геометричного підходу. Але тільки тригонометричні міркування Гіппарха і особливо Птолемея (Альмагест, II, 8,9) принесли кращі результати.

## Історія
Припущення про те, що автором праці є Евклід, не є достеменним, але дуже поширене, особливо тому, що про це повідомляли ще античні автори, зокрема грецький лікар Гален. На цю тему збереглися також твори інших грецьких авторів, зокрема Автоліка Пітанського (приблизно сучасника Евкліда) і Феодосія Віфінського (I ст. до н. е.).
Праця Евкліда довгий час була частиною підручників з астрономії та математики для студентів — не для початківців, а для «вищих семестрів». Відомі коментарі до цієї праці грецького математика та астронома Паппа, датовані ще IV століттям. Втім, цей текст був значною мірою замінений більш просунутими працями, наприклад, «Сферикою» Феодосія Віфінського.
Девід Грегорі відредагував і переклав текст у 1703 році. Генріх Менге у 1916 році підготував видання та переклад латинською мовою, а Джон Леннарт Берггрен у 1996 році зробив переклад англійською мовою з детальними коментарями.

## Переклади
- Heinrich Menge: Phaenomena in EUCLIDIS Phaenomena et Scripta Musica, Leipzig 1916.
- John Lennart Berggren, R. S. D. Thomas: Euclids Phenomena — a translation and study of a hellenistic work in spherical astronomy, Garland Publishing 1996